# Arroz de la tierra
El arroz de la tierra es un plato propio de la cocina menorquina que tradicionalmente se hacía los días de la porquejada (matanza del cerdo). 
Es un plato lleno de paradojas y contradicciones, por un lado, a pesar de ser a base de productos porcinos, su origen es una readaptación de una receta musulmana que llegó con la ocupación árabe. Se supone que el nombre del plato se debe al hecho de que en origen se hacía con arroz, seguramente un tipo de arroz roto que se usa habitualmente en algunos países del Magreb. Además, a pesar de su nombre, no contiene arroz sino que está hecho con trigo xeixa cultivado en la isla y roto en un mortero de piedra, muy similar al bulgur, que se ablanda en agua como una legumbre y después se cuece al horno cubierto de los embutidos típicos de las Baleares.

## Ingredientes y elaboración
Para cada persona se necesitan, aproximadamente, 25g de trigo roto y la misma cantidad de costillas de cerdo, la mitad de patata (una pequeña para cuatro personas), medio tomate de colgar, 100g-150g de embutidos variados (butifarra blanca, butifarra negra, sobrasada y tocino), ajos, aceite de oliva y sal.
Para poder cocinar el trigo roto, primero hay que ponerlo una noche a remojo en un recipiente grande, puesto que su volumen se duplica.
Se cortan a dados pequeños la patata pelada y los tomates. Tradicionalmente se pone una cabeza entera de ajos por familia, a la cual se le sacan las primeras capas de piel, de forma que se vean bien los dientes pero que la cabeza se mantenga entera. Se corta la carne y los embutidos de forma que después sea fácil de repartir y nadie se quede sin su  parte. Entonces se pone el trigo escurrido al fondo de una cazuela de barro y se distribuyen por encima el resto de ingredientes. Tradicionalmente se colocan los ajos en medio y los trozos de carne y embutidos con simetría radial. Se sala ligeramente, se puede añadir un chorrito de aceite, y se cuece a horno suave (unos 160 °C) durante tres cuartos.

### Variantes
Cómo todos los platos antiguos y populares, cada familia tiene su manera de hacerlo, unos ponen más de un ingrediente que les gusta más u otros no pondrán otro que no tienen al alcance. El sofrito puede cambiar en cada casa. Algunos prefieren poner boniato en vez de patata.